# Зимоньич, Богдан
Богдан Зимонич (Гарева вблизи Гацко, 1813 — Пусто поле вблизи Гацко 1909) был попом и воеводой гатацким. Он отличился в местных восстаниях, которые произошли после восстания в Герцеговине в 1852.

## Биография
После конфликта Луки Вукаловича с черногорским двором в 1862 и согласия Вукаловича сотрудничать с Турцией и Австрией Черногория поставила Зимонича как своего человека в Герцеговине. Поскольку в 1864 году князь Никола назначил его сенатором, он поселился в Грахово.
В ходе восстания в Герцеговине (1875—1878) Зимонич был одним из самых известных повстанческих лидеров. После оккупации Боснии и Герцеговины (1878) австро-венгерские власти назначили его каймакамом (должностное лицо на землях Османской империи) Гацко. С этой должности он ушёл спустя четыре месяца из-за несогласия с аграрной политикой оккупантов.